# 聖母子 (ベッリーニ、ローマ)
『聖母子』（せいぼし、伊: Madonna col Bambino）は、イタリアのルネサンス期ヴェネツィア派の巨匠、ジョヴァンニ・ベッリーニが1510年ごろに制作した板上の油彩画である。現在、ローマのボルゲーゼ美術館に所蔵されている。1505年の『牧草地の聖母』（ロンドン）、1509年の『聖母子』（デトロイト）1510年の『聖母子』（ブレラ）と比較対象になる作品である。
本作を制作した当時、ジョヴァンニ・ベッリーニはすでにほぼ80歳になっており、ヴェネツィア派の巨匠として自身を確立していたが、いまだに絵画の新しい傾向を取り入れていた。そのことは、当時評判になっていた画家ジョルジョーネを想起させる風景の抒情的描写にも明らかである。オリヴァーリのような批評家は本作をベッリーニの最後の真筆の『聖母子』と見なしているが、ハイネマンは工房の作品であるとしている。
聖母子はお互いに視線を交わしていないが、両者の間の絆は交錯する仕草によって表現されている。聖母マリアは幼子イエス・キリストをしっかりと抱きとめることはなく、鑑賞者のほうに幼子を提示している。

## ギャラリー

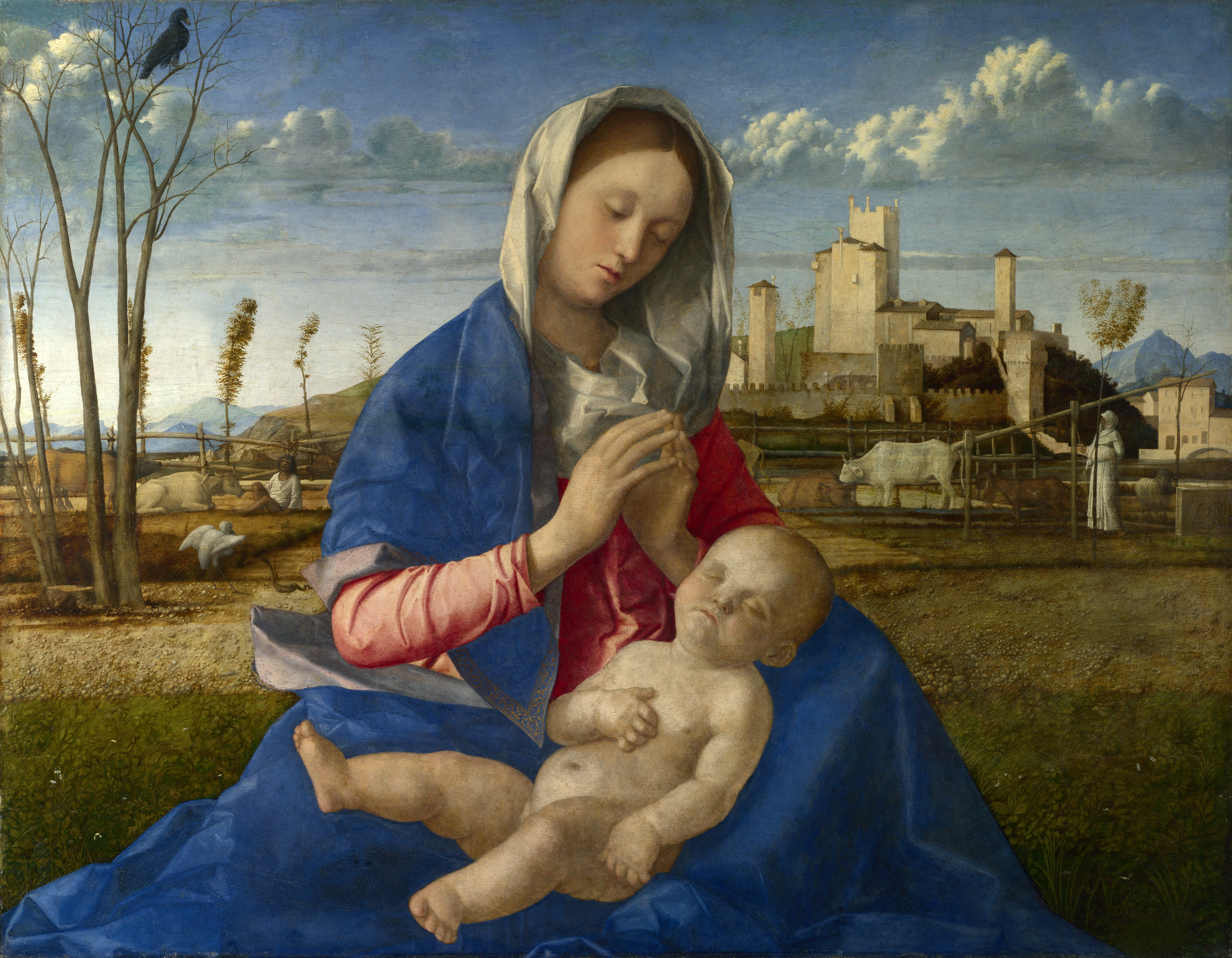
『牧草地の聖母』(ロンドン・ナショナル・ギャラリー)
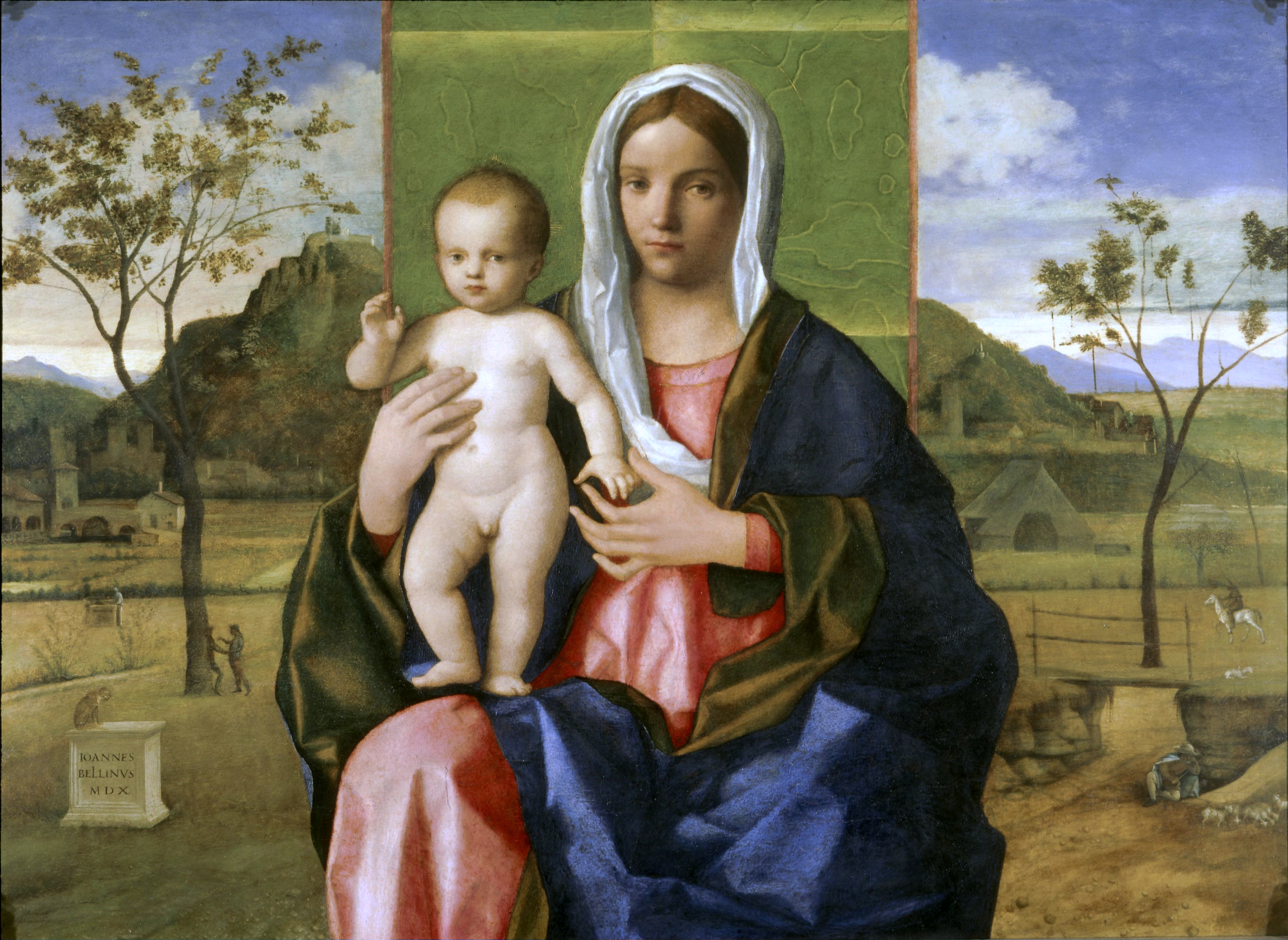
『聖母子』(ブレラ美術館)